# Музаффария
Медресе «Музаффария» — историческое учебное заведение и здание в Казани, в Старо-Татарской слободе, на углу улиц Сары Садыковой и Фатыха Карима, дом 6/22. Здание построено в конце XIX века. Объект культурного наследия местного значения.

## История
Здание возведено в 1888 году купцом второй гильдии Нагуманом Абдулкаримовым. В конце XIX — начале XX века он же передал здание под медресе, перестроив его. Медресе действовало при соседней Голубой мечети. В начале XX века медресе было консервативным, не допускало светского преподавания. В советский период в здании бывшего медресе размещалась школа № 76 для детей-инвалидов. В 2017 году здание передано Духовному управлению мусульман. В нём с 2018 года действует мусульманская школа для девочек под историческим названием «Музаффария».

## Архитектура
Здание построено в стиле эклектики с элементами классицизма. Оно построено из кирпича, имеет два этажа и антресольный этаж, перекрыто вальмовой крышей. В плане почти квадратное с двумя выступами со стороны двора. Имеет 7 оконных осей по фасаду вдоль улицы Садыковой и 6 — вдоль улицы Карима. Нижний этаж дома рустован, углы дома на всю высоту выделены рустованными пилястрами. Этажи разделяет профилированный карниз, огибающий всё здание. Прямоугольные окна нижнего этажа в рамочных наличниках с замковыми камнями, более высокие окна второго этажа украшены наличниками с «ушками», подоконным гуртом и филёнками, а также сандриками, которые поддерживаются консолями, при этом чередуются прямые и треугольные сандрики. Верх дома оформлен полным антаблементом, включающим архитрав, поддерживаемый небольшими ступенчатыми консолями, фриз с триглифами, простой карниз, над которыми — ещё один фриз и карниз простого облома.